# Arcabas
Arcabas, werkelijke naam Jean-Marie Pirot (Trémery, 21 maart 1926 – Saint-Pierre-de-Chartreuse, 23 augustus 2018) was een Franse schilder en beeldhouwer van religieuze kunst.

## Leven
Jean-Marie Pirot was de zoon van een onderwijzer in het departement Moselle. Hij bracht zijn jeugd in het nabije Metz door en leerde er al vroeg schilderen en tekenen. Tijdens de Tweede Wereldoorlog werd Metz door nazi-Duitsland geannexeerd en werd hij gedwongen dienst te nemen in de Duitse Wehrmacht. Na gruwelijke oorlogservaringen deserteerde hij en wist zich de rest van de oorlog schuil te houden. 
Meteen na de oorlog kon hij gaan studeren aan de École nationale supérieure des beaux-arts in Parijs. Van 1950 tot 1969 was hij docent aan de École Supérieure des Beaux-Arts in Grenoble. Daarna was hij van 1969 tot 1972 hoogleraar aan de Universiteit van Ottawa en was hij gastkunstenaar van de Canadese nationale kunstraad. Hij richtte er l’atelier collectif expérimental op. 
Na zijn terugkeer in Frankrijk nam hij de pseudoniem Arcabas aan en vestigde zich in het Chartreuse-massief bij Grenoble, waar hij tot aan zijn overlijden zou blijven wonen.  
Arcabas had twee kinderen: zijn zoon Étienne (1952) werd beeldhouwer, die soms met hem samenwerkte, zijn dochter Isabelle (1954) actrice en schrijfster.  

## Werk
Arcabas heeft zich uitdrukkelijk op religieuze onderwerpen geconcentreerd. Zijn werk bestaat vooral uit schilderijen, waaronder veel fresco's en polyptieken. Meestal beelden ze verhalen uit de Bijbel uit. Veel schilderijen werden dan ook gemaakt voor de versiering van kerken Hetzelfde geldt voor zijn beeldhouwwerken, glasramen, mozaïeken en zelfs kerkelijk meubilair.    
Hij heeft tientallen kerken van kunstwerken voorzien, vooral in de streek van Grenoble (zoals in het bedevaartsoord Onze Lieve Vrouw van La Salette), maar ook de kathedralen van Rennes en Saint-Malo. Buiten Frankrijk zijn enkele kerken in Noord-Italië door hem versierd. In België hangt er van hem een elfdelige polyptiek over de kindertijd van Jezus in het aartsbisschoppelijk paleis in Mechelen en een ander veelluik over Passie en Verrijzenis in de basiliek van Scherpenheuvel.   

## Museum
De kunstzinnige inrichting van de kerk van Saint-Hugues-de-Chartreuse, het dorp waar hij het grootste deel van zijn leven gewoond heeft, is volledig van zijn hand. Hij ontwierp bijvoorbeeld het altaar, de ramen, maar ook een aantal reeksen van schilderijen. Hij begon met de transformatie van de kerk in 1951 en bleef er - met onderbrekingen - aan werken 1991. In 1984 schonk het geheel van kunstwerken in de kerk aan het departement Isère, een schenking die hij later met daarna gemaakte werken aanvulde. De kerk werd toen een Departementaal Museum voor hedendaagse gewijde kunst (Musée départemental d'art sacré). Na Arcabas' overlijden in 2018 werd het omgedoopt in Musée Arcabas en Chartreuse.
- Bibliothèque nationale de France: cb121247107 (data)
- Gemeinsame Normdatei: 119016192
- International Standard Name Identifier: 0000 0000 7969 5263
- Library of Congress Control Number: n90721855
- RKD-Nederlands Instituut voor Kunstgeschiedenis: 110573
- Système universitaire de documentation: 029673127
- Virtual International Authority File: 2504731
- WorldCat: E39PBJtX33GFWDBBQWtpPDmw4q